# Jerry Parr
Jerry Parr, né le 16 septembre 1930 à Montgomery dans l'Alabama aux États-Unis et mort le 9 octobre 2015 à Washington, est un Agent des services secrets américains. Lors de la tentative d'assassinat de Ronald Reagan, il pousse le président Ronald Reagan dans le véhicule présidentiel et lui sauve la vie,. Il est également responsable de la sécurité de Jimmy Carter lors des deux dernières années de son mandat présidentiel.
Fils d'un réparateur de caisse enregistreuse et d'une esthéticienne, Jerry Parr grandit à Miami dans la pauvreté. Ses parents divorcent quand il a 9 ans. Sa mère se remarie avec un homme violent qui déclare avoir tué sa première femme qui la menace de mort si elle la quitte. Pendant quatre années, Jerry dort avec un couteau sous son oreiller pour pouvoir défendre sa mère en cas d'attaque. Après le lycée, il prend un emploi de monteur de lignes électriques pour une petite entreprise locale, poste qu'il occupe pendant treize ans. Il se marie et décide alors d'aller à l'université et obtient un diplôme d'anglais et de philosophie. Il a plusieurs rendez-vous pour trouver un nouvel emploi, notamment avec les services secrets. Il rejoint la police en 1962 et est le débutant le plus âgé de sa classe. Il rejoint rapidement les rangs pour assurer la protection du vice-président Hubert Humphrey puis du vice-président Spiro Agnew. En 1979, Parr devient l'agent principal de la protection du Président Jimmy Carter. Le 20 janvier 1981, Parr mène la procession de l'inauguration du président-élu Ronald Reagan.